# Chrysomya sulcifrons
Chrysomya sulcifrons är en tvåvingeart som beskrevs av James 1971. Chrysomya sulcifrons ingår i släktet Chrysomya och familjen spyflugor. Inga underarter finns listade i Catalogue of Life.